# Conventie van Tauroggen

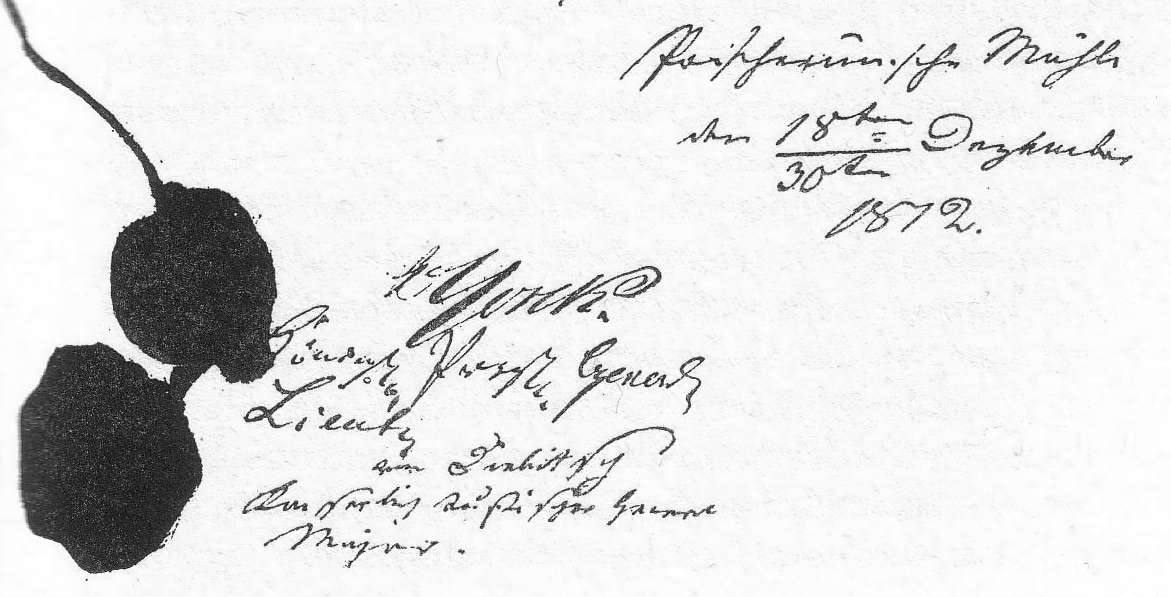
De handtekeningen van Yorck (Königlich Preuß. General Lieutn.) en Diebitsch (Kaiserlich Russischer General Major) onder de Conventie van Tauroggen.

De Conventie van Tauroggen was een wapenstilstand die op 30 december 1812 werd getekend in Tauroggen, het huidige Tauragė in Litouwen. De ondertekenaars waren luitenant-generaal Yorck namens Pruisen en generaal Diebitsch namens Rusland.
Door het Verdrag van Tilsit was Pruisen verplicht Napoleon te steunen bij zijn invasie van Rusland in 1812. Hierdoor verlieten een aantal Pruisische officieren, waaronder Carl von Clausewitz, Pruisische dienst, en sloten zich aan bij het Russische leger.
Na de nederlaag in Rusland was het leger van Napoleon, waaronder ook de Pruisische legeronderdelen, gedwongen zich terug te trekken richting Duitsland. Toen de superieur van Yorck, de Franse maarschalk Macdonald, door Diebitsch werd gedwongen zich terug te trekken, raakte het legerkorps van Yorck geïsoleerd. Als een militair was het zijn plicht proberen door te breken, maar als Pruisisch patriot werd zijn positie bemoeilijkt. Hij moest afwegen of het moment niet gekomen was om een bevrijdingsoorlog te starten. Yorck was zich er terdege van bewust wat dit voor zijn veiligheid zou betekenen en overlegde nog met von Clausewitz.
De conventie, die door Diebitsch en Yorck werd getekend, "neutraliseerde" het Pruisische legerkorps zonder instemming van de Pruisische koning Frederik Willem. Hoewel het nieuws in Pruisen met veel enthousiasme werd onthaald, durfde het Pruisische hof deze stap, een duidelijk verraad aan de officiële bondgenoot Napoleon, nog niet te nemen. Frederik Willem onthief Yorck van zijn post. Diebitsch echter gaf Yorck geen vrije doortocht, waardoor hij niet naar Pruisen kon terugkeren.
Twee maanden later werd in het Verdrag van Kalisz officieel overeengekomen dat Pruisen zich aansloot bij Rusland in een alliantie tégen Napoleon.